# Parrocchie civili della Grande Londra
Questa è una lista delle parrocchie civili nella contea cerimoniale della Grande Londra (e, pertanto, non comprende la Città di Londra che è una contea cerimoniale a sé stante).
Attualmente ce n'è una sola, poiché nel 1965, data della creazione della Grande Londra, le parrocchie civili erano state abolite. Prima di tale data esse avevano avuto solo un ruolo nominale, in quanto tutti i consigli parrocchiali della contea erano stati soppressi già nel 1934.
Il diritto di creare parrocchie civili all'interno dei borghi di Londra è stato reintrodotto dal Local Government and Public Involvement in Health Act nel 2007.

## Lista di parrocchie
- Queen's Park, nella Città di Westminster (creata il primo aprile 2014)[1]
- Il resto della Grande Londra non è coperta da parrocchie.